# Tournoi féminin de goalball aux Jeux paralympiques d'été de 2020
Navigation
Rio de Janeiro 2016 Paris 2024
Le tournoi paralympique féminin 2020 de goalball est l'épreuve féminine de goalball des Jeux paralympiques d'été de 2020 organisés à Tokyo. Le tournoi s'est déroulé au Makuhari Messe de Tokyo du 25 août 2021 au 3 septembre 2021. 

## Qualifications
| Compétition                                | Date                       | Lieu       | Places | Qualifiés             |
| ------------------------------------------ | -------------------------- | ---------- | ------ | --------------------- |
| Pays hôte                                  | Pays hôte                  | Pays hôte  | 1      | Japon                 |
| Championnat du monde IBSA de Goalball 2018 | 3-8 juin 2018              | Malmö      | 3      | Brésil Russie Turquie |
| Tournoi de qualification paralympique      | 29 juin - 9 juillet 2019   | Fort Wayne | 2      | Australie États-Unis  |
| Jeux parapanaméricains 2019                | 23 août - 1 septembre 2019 | Lima       | 1      | Canada                |
| Championnat d'Europe 2019                  | 5 - 14 octobre 2019        | Rostock    | 1      | Israël                |
| Championnat de la zone Asie/Océanie 2019   | 5 - 11 décembre 2019       | Tokyo      | 1      | Chine                 |
| Championnat d'Afrique 2020                 | 28 février - 6 mars 2020   | Port-Saïd  | 1      | Égypte                |

À la suite de la crise sanitaire du COVID-19, le Championnat d'Afrique n'a vu s'affronter que trois équipes (Algérie, Maroc, Égypte). La décision de qualifier l'équipe est revenu à l'IPC qui a donc choisi de délivrer le ticket à l'Égypte, deuxième du tournoi qualifié de niveau régional.

### Premier tour

#### Groupe C
| Rang | Équipe    | Pts | J | G | N | P | Bp | Bc | Diff |
| ---- | --------- | --- | - | - | - | - | -- | -- | ---- |
| 1    | Chine     | 9   | 4 | 3 | 0 | 1 | 17 | 7  | +10  |
| 2    | Israël    | 6   | 4 | 2 | 0 | 2 | 22 | 14 | +8   |
| 3    | RPC       | 6   | 4 | 2 | 0 | 2 | 13 | 16 | -3   |
| 4    | Australie | 6   | 4 | 2 | 0 | 2 | 9  | 21 | -12  |
| 5    | Canada    | 3   | 4 | 1 | 0 | 3 | 12 | 15 | -3   |

     Équipe qualifiée; Pts = points; J = joués; G = gagnés; Gt = gagnés en prolongation ou aux tirs au but; P = perdus;

Bp = buts pour; Bc = buts contre; Diff = différence de buts
| 25 août 2021 | RPC                                               | 5–1 | Canada     | Makuhari Messe, Tokyo                                          |                                                                |
| 10:30 v      | Gerasimova 1re · Arestova 2e 9e 16e · Chudina 23e |     | Reinke 23e | Arbitrage : Vaida Pokvytytė (Lithuania), Yoshinori Nii (Japan) | Arbitrage : Vaida Pokvytytė (Lithuania), Yoshinori Nii (Japan) |
| 10:30 v      | Report                                            |     |            | Arbitrage : Vaida Pokvytytė (Lithuania), Yoshinori Nii (Japan) | Arbitrage : Vaida Pokvytytė (Lithuania), Yoshinori Nii (Japan) |

| 25 août 2021 | Israël                                                           | 11–1 | Australie     | Makuhari Messe, Tokyo                                     |                                                           |
| 19:00        | Mizrahi 1re · Ben David 2e 2e 5e 7e 7e 14e 16e · Mahamid 18e 18e |      | Horsburgh 10e | Arbitrage : Raili Sipura (Finland), Launel Scott (Canada) | Arbitrage : Raili Sipura (Finland), Launel Scott (Canada) |
| 19:00        | Report                                                           |      |               | Arbitrage : Raili Sipura (Finland), Launel Scott (Canada) | Arbitrage : Raili Sipura (Finland), Launel Scott (Canada) |

| 26 août 2021 | Chine                                  | 3–4 | RPC                                | Makuhari Messe, Tokyo                                              |                                                                    |
| 10:30        | Cao Zhenhua 3e 10e · Chen Fengqing 24e |     | Arestova 3e 4e 12e · Gerasimova 3e | Arbitrage : Romualdas Vaitiekus (Lithuania), Launel Scott (Canada) | Arbitrage : Romualdas Vaitiekus (Lithuania), Launel Scott (Canada) |
| 10:30        | Report                                 |     |                                    | Arbitrage : Romualdas Vaitiekus (Lithuania), Launel Scott (Canada) | Arbitrage : Romualdas Vaitiekus (Lithuania), Launel Scott (Canada) |

| 26 août 2021 | Canada                                      | 6–2 | Israël                      | Makuhari Messe, Tokyo                                                 |                                                                       |
| 20:30        | Reinke 9e 13e 14e 16e · Salehizadeh 18e 22e |     | Mizrahi 18e · Ben David 23e | Arbitrage : Bas Spaans (Netherlands), Romualdas Vaitiekus (Lithuania) | Arbitrage : Bas Spaans (Netherlands), Romualdas Vaitiekus (Lithuania) |
| 20:30        | Report                                      |     |                             | Arbitrage : Bas Spaans (Netherlands), Romualdas Vaitiekus (Lithuania) | Arbitrage : Bas Spaans (Netherlands), Romualdas Vaitiekus (Lithuania) |

| 27 août 2021 | Australie | 0–6 | Chine                                                             | Makuhari Messe, Tokyo                                     |                                                           |
| 14:45        |           |     | Cao Zhenhua 9e 16e · Chen Fengqing 13e · Zhang Xiling 15e 21e 22e | Arbitrage : Launel Scott (Canada), Raili Sipura (Finland) | Arbitrage : Launel Scott (Canada), Raili Sipura (Finland) |
| 14:45        | Report    |     |                                                                   | Arbitrage : Launel Scott (Canada), Raili Sipura (Finland) | Arbitrage : Launel Scott (Canada), Raili Sipura (Finland) |

| 28 août 2021 | Canada                           | 3–4 | Australie                 | Makuhari Messe, Tokyo                                   |                                                         |
| 09:00        | Salehizadeh 16e · Reinke 24e 24e |     | Horsburgh 12e 18e 19e 23e | Arbitrage : Raili Sipura (Finland), Reza Dehghan (Iran) | Arbitrage : Raili Sipura (Finland), Reza Dehghan (Iran) |
| 09:00        | Report                           |     |                           | Arbitrage : Raili Sipura (Finland), Reza Dehghan (Iran) | Arbitrage : Raili Sipura (Finland), Reza Dehghan (Iran) |

| 28 août 2021 | RPC                           | 3–8 | Israël                                                      | Makuhari Messe, Tokyo                                                     |                                                                           |
| 17:30        | Arestova 9e 20e · Chudina 16e |     | Mahamid 1re 1re · Mizrahi 2e 3e · Ben David 16e 19e 24e 24e | Arbitrage : Robert Avery (Great Britain), Romualdas Vaitiekus (Lithuania) | Arbitrage : Robert Avery (Great Britain), Romualdas Vaitiekus (Lithuania) |
| 17:30        | Report                        |     |                                                             | Arbitrage : Robert Avery (Great Britain), Romualdas Vaitiekus (Lithuania) | Arbitrage : Robert Avery (Great Britain), Romualdas Vaitiekus (Lithuania) |

| 29 août 2021 | Israël       | 1–4 | Chine                                    | Makuhari Messe, Tokyo                                           |                                                                 |
| 14:45        | Ben David 5e |     | Zhang Xiling 6e 6e 15e · Cao Zhenhua 24e | Arbitrage : Raili Sipura (Finland), Raquel Aguado Gómez (Spain) | Arbitrage : Raili Sipura (Finland), Raquel Aguado Gómez (Spain) |
| 14:45        | Report       |     |                                          | Arbitrage : Raili Sipura (Finland), Raquel Aguado Gómez (Spain) | Arbitrage : Raili Sipura (Finland), Raquel Aguado Gómez (Spain) |

| 29 août 2021 | Australie                       | 4–1 | RPC          | Makuhari Messe, Tokyo                                             |                                                                   |
| 19:00        | Horsburgh 1re 5e 19e · Smith 9e |     | Arestova 19e | Arbitrage : Bas Spaans (Netherlands), Vaida Pokvytytė (Lithuania) | Arbitrage : Bas Spaans (Netherlands), Vaida Pokvytytė (Lithuania) |
| 19:00        | Report                          |     |              | Arbitrage : Bas Spaans (Netherlands), Vaida Pokvytytė (Lithuania) | Arbitrage : Bas Spaans (Netherlands), Vaida Pokvytytė (Lithuania) |

| 30 août 2021 | Chine                                     | 4–2 | Canada                | Makuhari Messe, Tokyo                                           |                                                                 |
| 14:45        | Chen Fengqing 2e · Zhang Xiling 3e 4e 22e |     | Reinke 16e · Burk 18e | Arbitrage : Vaida Pokvytytė (Lithuania), Raili Sipura (Finland) | Arbitrage : Vaida Pokvytytė (Lithuania), Raili Sipura (Finland) |
| 14:45        | Report                                    |     |                       | Arbitrage : Vaida Pokvytytė (Lithuania), Raili Sipura (Finland) | Arbitrage : Vaida Pokvytytė (Lithuania), Raili Sipura (Finland) |

#### Groupe D
| Rang | Équipe     | Pts | J | G | N | P | Bp | Bc | Diff |
| ---- | ---------- | --- | - | - | - | - | -- | -- | ---- |
| 1    | Turquie    | 9   | 4 | 3 | 0 | 1 | 30 | 11 | +19  |
| 2    | États-Unis | 9   | 4 | 3 | 0 | 1 | 22 | 10 | +12  |
| 3    | Japon      | 7   | 4 | 2 | 1 | 1 | 18 | 13 | +5   |
| 4    | Brésil     | 4   | 4 | 1 | 1 | 2 | 23 | 19 | +4   |
| 5    | Égypte     | 0   | 4 | 0 | 0 | 4 | 3  | 43 | -40  |

     Équipe qualifiée; Pts = points; J = joués; G = gagnés; Gt = gagnés en prolongation ou aux tirs au but; P = perdus;

Bp = buts pour; Bc = buts contre; Diff = différence de buts
| 25 août 2021 | Turquie                                                    | 7–1 | Japon       | Makuhari Messe, Tokyo                                             |                                                                   |
| 14:45 v      | Sevd. Altunoluk 3e 11e 17e 21e · Güler 5e 20e · Yilmaz 21e |     | Hagiwara 5e | Arbitrage : Svitlana Moroz (Ukraine), Raquel Aguado Gómez (Spain) | Arbitrage : Svitlana Moroz (Ukraine), Raquel Aguado Gómez (Spain) |
| 14:45 v      | Report                                                     |     |             | Arbitrage : Svitlana Moroz (Ukraine), Raquel Aguado Gómez (Spain) | Arbitrage : Svitlana Moroz (Ukraine), Raquel Aguado Gómez (Spain) |

| 25 août 2021 | Brésil                                     | 4–6 | États-Unis                                      | Makuhari Messe, Tokyo                                               |                                                                     |
| 20:30 v      | · Custodio 1re · Amorim 9e · Gomes 16e 19e |     | Czechowski 2e · Dennis 2e 14e 21e · Mason 5e 8e | Arbitrage : Warrick Jackes (Australia), Vaida Pokvytytė (Lithuania) | Arbitrage : Warrick Jackes (Australia), Vaida Pokvytytė (Lithuania) |
| 20:30 v      | Report                                     |     |                                                 | Arbitrage : Warrick Jackes (Australia), Vaida Pokvytytė (Lithuania) | Arbitrage : Warrick Jackes (Australia), Vaida Pokvytytė (Lithuania) |

| 26 août 2021 | Égypte                    | 2–12 | Turquie                                                                               | Makuhari Messe, Tokyo                                           |                                                                 |
| 14:45 v      | Elgabry 1re · Ezzeldin 7e |      | Sevd. Altunoluk 2e 2e 3e 5e 5e 6e 6e 8e · Güler 7e · Sevt. Altunoluk 8e 9e · Çelik 9e | Arbitrage : Raquel Aguado Gómez (Spain), Raili Sipura (Finland) | Arbitrage : Raquel Aguado Gómez (Spain), Raili Sipura (Finland) |
| 14:45 v      | Report                    |      |                                                                                       | Arbitrage : Raquel Aguado Gómez (Spain), Raili Sipura (Finland) | Arbitrage : Raquel Aguado Gómez (Spain), Raili Sipura (Finland) |

| 27 août 2021 | Japon                           | 4–4 | Brésil                            | Makuhari Messe, Tokyo                                             |                                                                   |
| 10:30        | Temma 1re · Hagiwara 7e 10e 16e |     | Custodio 14e 21e · Amorim 16e 21e | Arbitrage : Raquel Aguado Gómez (Spain), Svitlana Moroz (Ukraine) | Arbitrage : Raquel Aguado Gómez (Spain), Svitlana Moroz (Ukraine) |
| 10:30        | Report                          |     |                                   | Arbitrage : Raquel Aguado Gómez (Spain), Svitlana Moroz (Ukraine) | Arbitrage : Raquel Aguado Gómez (Spain), Svitlana Moroz (Ukraine) |

| 27 août 2021 | États-Unis                                                             | 10–0 | Égypte | Makuhari Messe, Tokyo                                             |                                                                   |
| 19:00        | Dennis 1re 4e 5e 6e · Czechowski 5e 12e · Mason 7e 8e · Miller 11e 15e |      |        | Arbitrage : Vaida Pokvytytė (Lithuania), Bas Spaans (Netherlands) | Arbitrage : Vaida Pokvytytė (Lithuania), Bas Spaans (Netherlands) |
| 19:00        | Report                                                                 |      |        | Arbitrage : Vaida Pokvytytė (Lithuania), Bas Spaans (Netherlands) | Arbitrage : Vaida Pokvytytė (Lithuania), Bas Spaans (Netherlands) |

| 28 août 2021 | Japon                          | 3–2 | États-Unis    | Makuhari Messe, Tokyo                                                  |                                                                        |
| 13:15        | Hagiwara 8e 11e · Wakasugi 17e |     | Dennis 8e 19e | Arbitrage : Launel Scott (Canada), Woradet Kultawongwattana (Thailand) | Arbitrage : Launel Scott (Canada), Woradet Kultawongwattana (Thailand) |
| 13:15        | Report                         |     |               | Arbitrage : Launel Scott (Canada), Woradet Kultawongwattana (Thailand) | Arbitrage : Launel Scott (Canada), Woradet Kultawongwattana (Thailand) |

| 28 août 2021 | Turquie                                              | 8–4 | Brésil                           | Makuhari Messe, Tokyo                                        |                                                              |
| 20:30        | Sevd. Altunoluk 1re 1re 5e 16e 17e 23e · Güler 2e 3e |     | Amorim 6e 10e · Custodio 13e 15e | Arbitrage : Svitlana Moroz (Ukraine), Raili Sipura (Finland) | Arbitrage : Svitlana Moroz (Ukraine), Raili Sipura (Finland) |
| 20:30        | Report                                               |     |                                  | Arbitrage : Svitlana Moroz (Ukraine), Raili Sipura (Finland) | Arbitrage : Svitlana Moroz (Ukraine), Raili Sipura (Finland) |

| 29 août 2021 | Égypte | 0–10 | Japon                                                | Makuhari Messe, Tokyo                                                     |                                                                           |
| 10:30        |        |      | Hagiwara 1re 1re 5e 6e 7e 8e 8e · Kakehata 1re 6e 7e | Arbitrage : Woradet Kultawongwattana (Thailand), Svitlana Moroz (Ukraine) | Arbitrage : Woradet Kultawongwattana (Thailand), Svitlana Moroz (Ukraine) |
| 10:30        | Report |      |                                                      | Arbitrage : Woradet Kultawongwattana (Thailand), Svitlana Moroz (Ukraine) | Arbitrage : Woradet Kultawongwattana (Thailand), Svitlana Moroz (Ukraine) |

| 30 août 2021 | Brésil                                                               | 11–1 | Égypte      | Makuhari Messe, Tokyo                                                  |                                                                        |
| 10:30        | Gomes 1re 6e 7e 9e 11e 12e 15e 16e · Ferreira 13e 14e · Custodio 15e |      | Elgabry 12e | Arbitrage : Launel Scott (Canada), Woradet Kultawongwattana (Thailand) | Arbitrage : Launel Scott (Canada), Woradet Kultawongwattana (Thailand) |
| 10:30        | Report                                                               |      |             | Arbitrage : Launel Scott (Canada), Woradet Kultawongwattana (Thailand) | Arbitrage : Launel Scott (Canada), Woradet Kultawongwattana (Thailand) |

| 30 août 2021 | États-Unis                             | 4–3 | Turquie                   | Makuhari Messe, Tokyo                                             |                                                                   |
| 19:00        | Mason 8e · Miller 11e · Dennis 13e 22e |     | Sevd. Altunoluk 1re 4e 9e | Arbitrage : Raquel Aguado Gómez (Spain), Svitlana Moroz (Ukraine) | Arbitrage : Raquel Aguado Gómez (Spain), Svitlana Moroz (Ukraine) |
| 19:00        | Report                                 |     |                           | Arbitrage : Raquel Aguado Gómez (Spain), Svitlana Moroz (Ukraine) | Arbitrage : Raquel Aguado Gómez (Spain), Svitlana Moroz (Ukraine) |

### Phase finale
|  | Quarts de finale      | Quarts de finale      |                     |                     | Demi-finales           | Demi-finales           |   |  | Finale              | Finale              |
|  | Quarts de finale      | Quarts de finale      |                     |                     | Demi-finales           | Demi-finales           |   |  | Finale              | Finale              |
|  |                       |                       |                     |                     |                        |                        |   |  |                     |                     |
|  | 1er septembre à 17h45 | 1er septembre à 17h45 |                     |                     | 2 septembre à 19h30    | 2 septembre à 19h30    |   |  | 3 septembre à 17h45 | 3 septembre à 17h45 |
|  | 1er septembre à 17h45 | 1er septembre à 17h45 |                     |                     | 2 septembre à 19h30    | 2 septembre à 19h30    |   |  | 3 septembre à 17h45 | 3 septembre à 17h45 |
|  | [C1] Chine            | 0a2p                  |                     |                     | 2 septembre à 19h30    | 2 septembre à 19h30    |   |  | 3 septembre à 17h45 | 3 septembre à 17h45 |
|  | [C1] Chine            | 0a2p                  |                     |                     | 2 septembre à 19h30    | 2 septembre à 19h30    |   |  | 3 septembre à 17h45 | 3 septembre à 17h45 |
|  | [D4] Brésil           | 1a2p                  |                     |                     | 2 septembre à 19h30    | 2 septembre à 19h30    |   |  | 3 septembre à 17h45 | 3 septembre à 17h45 |
|  | [D4] Brésil           | 1a2p                  | Brésil              | 4tab (2a2p)         |                        |                        |   |  | 3 septembre à 17h45 | 3 septembre à 17h45 |
|  | 1er septembre à 19h30 |                       | Brésil              | 4tab (2a2p)         |                        |                        |   |  | 3 septembre à 17h45 | 3 septembre à 17h45 |
|  |                       | États-Unis            | 5tab (2a2p)         |                     |                        |                        |   |  | 3 septembre à 17h45 | 3 septembre à 17h45 |
|  | [D2] États-Unis       | États-Unis            | 5tab (2a2p)         | 5                   |                        |                        |   |  | 3 septembre à 17h45 | 3 septembre à 17h45 |
|  | [D2] États-Unis       |                       |                     | 5                   |                        |                        |   |  | 3 septembre à 17h45 | 3 septembre à 17h45 |
|  | [C3] RPC              | 3                     |                     |                     |                        |                        |   |  | 3 septembre à 17h45 | 3 septembre à 17h45 |
|  | [C3] RPC              | 3                     | États-Unis          | 2                   |                        |                        |   |  |                     |                     |
|  | 1er septembre à 13h15 |                       | États-Unis          | 2                   |                        |                        |   |  |                     |                     |
|  |                       | Turquie               | 9                   |                     |                        |                        |   |  |                     |                     |
|  | [D1] Turquie          | Turquie               | 9                   | 10                  |                        |                        |   |  |                     |                     |
|  | [D1] Turquie          | 2 septembre à 15h00   |                     | 10                  |                        |                        |   |  |                     |                     |
|  | [C4] Australie        | 6                     |                     |                     |                        |                        |   |  |                     |                     |
|  | [C4] Australie        | 6                     | Turquie             | 8                   |                        |                        |   |  |                     |                     |
|  | 1er septembre à 15h00 | 1er septembre à 15h00 | Turquie             | 8                   | Match pour la 3e place | Match pour la 3e place |   |  |                     |                     |
|  | 1er septembre à 15h00 | 1er septembre à 15h00 |                     | Japon               | Match pour la 3e place | Match pour la 3e place | 5 |  |                     |                     |
|  | [C2] Israël           | 1                     | 3 septembre à 13h15 | 3 septembre à 13h15 |                        |                        | 5 |  |                     |                     |
|  | [C2] Israël           | 1                     | 3 septembre à 13h15 | 3 septembre à 13h15 |                        |                        |   |  |                     |                     |
|  | [D3] Japon            | 4                     |                     | Brésil              | 1                      |                        |   |  |                     |                     |
|  | [D3] Japon            | 4                     |                     | Brésil              | 1                      |                        |   |  |                     |                     |
|  |                       |                       |                     |                     |                        |                        |   |  | Japon               | 6                   |
|  |                       |                       |                     |                     |                        |                        |   |  | Japon               | 6                   |

| Quart-de-finale        | Turquie                                                           | 10–6 | Australie                               | Makuhari Messe, Tokyo                                                  |                                                                        |
| 1 septembre 2021 13:15 | Sevd. Altunoluk 1re 3e 4e 6e 6e 9e 17e 17e · Güler 5e · Çelik 24e |      | Horsburgh 2e 11e 20e 21e 24e · Smith 5e | Arbitrage : Woradet Kultawongwattana (Thailand), Launel Scott (Canada) | Arbitrage : Woradet Kultawongwattana (Thailand), Launel Scott (Canada) |
| 1 septembre 2021 13:15 | Report                                                            |      |                                         | Arbitrage : Woradet Kultawongwattana (Thailand), Launel Scott (Canada) | Arbitrage : Woradet Kultawongwattana (Thailand), Launel Scott (Canada) |

| Quart-de-finale        | Israël      | 1–4 | Japon                  | Makuhari Messe, Tokyo                                               |                                                                     |
| 1 septembre 2021 15:00 | Mahamid 13e |     | Hagiwara 4e 5e 12e 23e | Arbitrage : Raquel Aguado Gómez (Spain), Warrick Jackes (Australia) | Arbitrage : Raquel Aguado Gómez (Spain), Warrick Jackes (Australia) |
| 1 septembre 2021 15:00 | Report      |     |                        | Arbitrage : Raquel Aguado Gómez (Spain), Warrick Jackes (Australia) | Arbitrage : Raquel Aguado Gómez (Spain), Warrick Jackes (Australia) |

| Quart-de-finale        | Chine  | 0–1 a2p | Brésil       | Makuhari Messe, Tokyo                                  |                                                        |
| 1 septembre 2021 17:45 |        |         | Custodio 28e | Arbitrage : Yoshinori Nii (Japan), Reza Dehghan (Iran) | Arbitrage : Yoshinori Nii (Japan), Reza Dehghan (Iran) |
| 1 septembre 2021 17:45 | Report |         |              | Arbitrage : Yoshinori Nii (Japan), Reza Dehghan (Iran) | Arbitrage : Yoshinori Nii (Japan), Reza Dehghan (Iran) |

| Quart-de-finale        | États-Unis                       | 5–3 | RPC               | Makuhari Messe, Tokyo                                                     |                                                                           |
| 1 septembre 2021 19:30 | Mason 4e 8e 19e · Dennis 14e 19e |     | Arestova 2e 7e 9e | Arbitrage : Romualdas Vaitiekus (Lithuania), Robert Avery (Great Britain) | Arbitrage : Romualdas Vaitiekus (Lithuania), Robert Avery (Great Britain) |
| 1 septembre 2021 19:30 | Report                           |     |                   | Arbitrage : Romualdas Vaitiekus (Lithuania), Robert Avery (Great Britain) | Arbitrage : Romualdas Vaitiekus (Lithuania), Robert Avery (Great Britain) |

| Demi-finale            | Turquie                                      | 8–5 | Japon                       | Makuhari Messe, Tokyo                                               |                                                                     |
| 2 septembre 2021 15:00 | Sevd. Altunoluk 2e 3e 8e 10e 18e 18e 22e 23e |     | Hagiwara 1re 1re 8e 18e 19e | Arbitrage : Raili Sipura (Finland), Romualdas Vaitiekus (Lithuania) | Arbitrage : Raili Sipura (Finland), Romualdas Vaitiekus (Lithuania) |
| 2 septembre 2021 15:00 | Report                                       |     |                             | Arbitrage : Raili Sipura (Finland), Romualdas Vaitiekus (Lithuania) | Arbitrage : Raili Sipura (Finland), Romualdas Vaitiekus (Lithuania) |

| Demi-finale            | Brésil                                               | 2-2a2p (4–5 tab) | États-Unis                                          | Makuhari Messe, Tokyo                                                 |                                                                       |
| 2 septembre 2021 19:30 | Gomes 7e 9e · Custodio 1 ET · Aparecida de Lima 1 ET |                  | Dennis 22e 24e, 1 ET · Czechowski 1 ET · Mason 1 ET | Arbitrage : Vaida Pokvytytė (Lithuania), Robert Avery (Great Britain) | Arbitrage : Vaida Pokvytytė (Lithuania), Robert Avery (Great Britain) |
| 2 septembre 2021 19:30 | Report                                               |                  |                                                     | Arbitrage : Vaida Pokvytytė (Lithuania), Robert Avery (Great Britain) | Arbitrage : Vaida Pokvytytė (Lithuania), Robert Avery (Great Britain) |

| Petite finale          | Brésil     | 1–6 | Japon                                    | Makuhari Messe, Tokyo                                           |                                                                 |
| 3 septembre 2021 13:15 | Amorim 22e |     | Kakehata 2e 4e 12e · Hagiwara 4e 10e 20e | Arbitrage : Vaida Pokvytytė (Lithuania), Raili Sipura (Finland) | Arbitrage : Vaida Pokvytytė (Lithuania), Raili Sipura (Finland) |
| 3 septembre 2021 13:15 | Report     |     |                                          | Arbitrage : Vaida Pokvytytė (Lithuania), Raili Sipura (Finland) | Arbitrage : Vaida Pokvytytė (Lithuania), Raili Sipura (Finland) |

| Finale                 | États-Unis            | 2–9 | Turquie                                         | Makuhari Messe, Tokyo                                             |                                                                   |
| 3 septembre 2021 17:45 | Mason 9e · Miller 22e |     | Sevd. Altunoluk 1re 1re 5e 6e 6e 8e 18e 18e 20e | Arbitrage : Raquel Aguado Gómez (Spain), Svitlana Moroz (Ukraine) | Arbitrage : Raquel Aguado Gómez (Spain), Svitlana Moroz (Ukraine) |
| 3 septembre 2021 17:45 | Report                |     |                                                 | Arbitrage : Raquel Aguado Gómez (Spain), Svitlana Moroz (Ukraine) | Arbitrage : Raquel Aguado Gómez (Spain), Svitlana Moroz (Ukraine) |